# Fioravanti Hidra
Fioravanti Hidra è un prototipo di automobile realizzato dall'azienda italiana Fioravanti ed esposto al salone dell'auto di Ginevra nel 2008.

## Il contesto
In occasione del ventesimo anniversario, l'azienda italiana propone questo nuovo concetto di vettura seguendo le orme già segnate della Thalìa esposta un anno prima sempre a Ginevra. La Hidra viene presentata come la fine di un lungo percorso di ricerca tecnologica, estetica, dell'abitabilità e dell'aerodinamica. Viene presentata dalla casa con la sigla MPC (Multi Purpose Coupé) questo per marcare il profilo a scendere verso la parte posteriore della vettura che ricorda lontanamente le vetture coupé ma la carrozzeria della vettura è in sé una MPV a tutti gli effetti a 5 porte e 4 posti.
La vettura è un ibrido a doppia alimentazione con una trave centrale nella quale possono venire allocate o i serbatoi di idrogeno o le batterie per motori elettrici. 
La linea riprende la ricerca aerodinamica della sorella Thalìa e da questa prende anche la soluzione del gruppo ottico anteriore formato da un unico impianto di illuminazione autoregolante a seconda delle esigenze d'uso, innovativo è anche il nuovo sistema di retroilluminazione OLED per la targa. I fanali posteriori, gli indicatori di direzione, la luce retronebbia e quella della retromarcia sono inseriti nel paraurti posteriore, nel posteriore sono anche presenti le telecamere che vanno a sostituire i retrovisori esterni, tolti per motivi aerodinamici. Hidra è anche dotata di un inedito brevetto sviluppato dalla casa madre che riguarda il sistema sospensioni a ruote indipendenti. 
il Corpo vettura nella parte anteriore del tettuccio presenta una caratteristica soluzione estetico-funzionale a forma di "H" che avvolge i montanti anteriori e il perimetro del parabrezza e ingloba al suo interno un'inedita soluzione di pulizia del parabrezza e del lunotto, eliminando in via definitiva i tergicristalli.
La soluzione consiste nella creazione di un parabrezza formato da 4 pellicole a maglia intrecciata molto sottili, il più esterno è idrorepellente al quale viene aggiunta l'azione pulitrice delle nanopolveri e una serie di sensori di rilevamento pioggia all'interno del parabrezza, tutto ciò alimentato dall'autovettura. Quando questa invece non è in moto invece il sistema di pulizia viene sostituito da un brevetto, chiamato geyser consiste in degli ugelli inglobati in elementi co-stampati col vetro che spruzzano acqua (recuperata dal processo di fuel cells) e aria (calda in caso di formarsi ghiaccio sul cristallo) in modo alternato o in contemporanea, in modo da predisporre una situazione idonea all'azione pulente adottata quando la vettura è in movimento.
Attualmente l'azienda è in cerca di un partner per la produzione in serie dei brevetti applicati al prototipo Hidra.